# 체비쇼프 다항식
수학에서 체비쇼프 다항식(Чебышёв多項式, 영어: Chebyshev polynomial)은 삼각 함수의 항등식에 등장하는 직교 다항식열이다.

## 정의
(실수 {\displaystyle n}차 일계수 다항식의 집합을 {\displaystyle \mathrm {Mon} (n;\mathbb {R} )}로 적자.)
실수 {\displaystyle n}차 다항식 {\displaystyle \operatorname {T} _{n}\in \mathbb {R} [x]}에 대하여, 다음 네 조건이 서로 동치이며, 이를 만족시키는 {\displaystyle \operatorname {T} _{n}}을 {\displaystyle n}차 체비쇼프 다항식이라고 한다.
- (재귀적 정의) {\displaystyle \operatorname {T} _{n}(x)=2x\operatorname {T} _{n-1}(x)-\operatorname {T} _{n-2}(x)}이며, {\displaystyle \operatorname {T} _{0}(x)=1}이며, {\displaystyle \operatorname {T} _{1}(x)=x}이다.
- (삼각 함수 정의) 항등식 {\displaystyle \operatorname {T} _{n}(\cos \theta )=\cos n\theta }가 성립한다.
- {\displaystyle \operatorname {T} _{n}}은 {\displaystyle (-1,1)}에서 서로 다른 {\displaystyle n}개 실근을 가지며, {\displaystyle [-1,1]}에서 절댓값이 서로 같은 {\displaystyle n+1}개 극값을 갖는다.
- (최소 상한 노름){\displaystyle {\frac {1}{2^{n-1}}}\max _{x\in [-1,1]}|\operatorname {T} _{n}(x)|=\min _{f\in \mathrm {Mon} (n;\mathbb {R} )}\max _{x\in [-1,1]}|f(x)|}

드무아브르의 공식의 실수부를 비교하면 {\displaystyle \cos nx}가 {\displaystyle \cos x}의 {\displaystyle n}차 다항식으로 표현된다는 것을 알 수 있다. 좌변의 실수부는 {\displaystyle \cos nx}, 우변의 실수부는, {\displaystyle \cos x}와 {\displaystyle \sin ^{2}x}의 다항식이다.

## 성질

### 직교성
체비쇼프 다항식들은 다음의 무게 함수에 대해, 구간 {\displaystyle [-1,1]}에서 직교한다.
{\displaystyle {\frac {\mathrm {d} x}{\sqrt {1-x^{2}}}}}
즉, 다음이 성립한다.
{\displaystyle \int _{-1}^{1}\operatorname {T} _{n}(x)\operatorname {T} _{m}(x)\,{\frac {\mathrm {d} x}{\sqrt {1-x^{2}}}}=0\qquad (n\neq m)}

### 대칭
짝수 차수의 체비쇼프 다항식은 짝함수이며, 홀수 차수의 체비쇼프 다항식은 홀함수이다.
{\displaystyle \operatorname {T} _{n}(-x)=(-1)^{n}\operatorname {T} _{n}(x)}

### 근
{\displaystyle n}차 체비쇼프 다항식 {\displaystyle \operatorname {T} _{n}}은 닫힌구간 {\displaystyle [-1,1]} 속에서 {\displaystyle n}개의 서로 다른 근을 가지며, 이들은 다음과 같다.
{\displaystyle x_{k}=\cos {\frac {(2k-1)\pi }{2n}}\qquad (k\in \{1,2,\dotsc ,n\})}

### 분지점
체비쇼프 다항식을 복소수 함수
{\displaystyle \operatorname {T} _{n}\colon \mathbb {CP} ^{1}\to \mathbb {CP} ^{1}}
로 여길 때, {\displaystyle n>0}의 경우 다음이 성립한다.
- 분지점에서의 값들은 모두 {\displaystyle \pm 1} 또는 {\displaystyle {\widehat {\infty }}}이다.
- 값이 {\displaystyle \pm 1}인 분지점들의 경우, 분지 지표는 항상 2이다. (다시 말해, 데생당팡에서 모든 꼭짓점의 차수는 2이다.)
- {\displaystyle {\widehat {\infty }}}의 원상은 하나 밖에 없다. (다시 말해, 데생당팡은 나무이다.)

예를 들어,
{\displaystyle \operatorname {T} _{2}(x)=2x^{2}-1=2(x-1)(x+1)+1}
의 경우, 이는 분지 지표 2의 두 분지점 {\displaystyle x\in \{0,{\widehat {\infty }}\}}를 가지며, 그 값은 {\displaystyle \operatorname {T} _{2}(0)=-1} 및 {\displaystyle \operatorname {T} _{2}({\widehat {\infty }})={\widehat {\infty }}}이다. 마찬가지로,
{\displaystyle \operatorname {T} _{3}(x)=4x^{3}-3x=(x-1)(2x+1)^{2}+1=(x+1)(2x-1)^{2}-1}
의 경우, 분지 지표 2의 두 분지점 {\displaystyle x\in \{-1/2,1/2\}} 및 분지 지표 3의 분지점 {\displaystyle x={\widehat {\infty }}}를 가지며, 그 값은 각각 {\displaystyle \operatorname {T} _{3}(\pm 1/2)=\mp 1} 및 {\displaystyle \operatorname {T} _{3}({\widehat {\infty }})={\widehat {\infty }}}이다.
이에 따라, {\displaystyle \operatorname {T} _{n}\colon \mathbb {CP} ^{1}\to \mathbb {CP} ^{1}}는 벨리 사상을 이루며, 이에 대응하는 데생당팡은 {\displaystyle n+1}개의 꼭짓점을 갖는 선형 그래프이다.

## 예
낮은 차수의 체비쇼프 다항식들은 다음과 같다. (OEIS의 수열 A28297)
{\displaystyle {\begin{aligned}\operatorname {T} _{0}(x)&=1\\\operatorname {T} _{1}(x)&=x\\\operatorname {T} _{2}(x)&=2x^{2}-1\\\operatorname {T} _{3}(x)&=4x^{3}-3x\\\operatorname {T} _{4}(x)&=8x^{4}-8x^{2}+1\\\operatorname {T} _{5}(x)&=16x^{5}-20x^{3}+5x\\\operatorname {T} _{6}(x)&=32x^{6}-48x^{4}+18x^{2}-1\\\operatorname {T} _{7}(x)&=64x^{7}-112x^{5}+56x^{3}-7x\\\operatorname {T} _{8}(x)&=128x^{8}-256x^{6}+160x^{4}-32x^{2}+1\\\operatorname {T} _{9}(x)&=256x^{9}-576x^{7}+432x^{5}-120x^{3}+9x\\\operatorname {T} _{10}(x)&=512x^{10}-1280x^{8}+1120x^{6}-400x^{4}+50x^{2}-1\\\operatorname {T} _{11}(x)&=1024x^{11}-2816x^{9}+2816x^{7}-1232x^{5}+220x^{3}-11x\end{aligned}}}

## 역사
파프누티 체비쇼프가 1854년에 도입하였다.
체비쇼프 다항식의 통상적인 기호 Tn는 체비쇼프의 이름의 프랑스어 표기 (프랑스어: Tchebycheff) 또는 독일어 표기 (독일어: Tschebyschow)에서 딴 것이다.

## 같이 보기
- 르장드르 다항식
- 라게르 다항식
- 에르미트 다항식